# Flego
Flego je priimek več znanih ljudi:
- Anton Flego (1902—1959), kmetijski strokovnjak
- Anton Flego (*1938), kipar
- Franjo Flego (1852—1930), politik
- Lorella Flego (*1974), televizijska moderatorka
- Stanko Flego (*1947), amaterski arheolog